# Roger Jackson (Synchronsprecher)

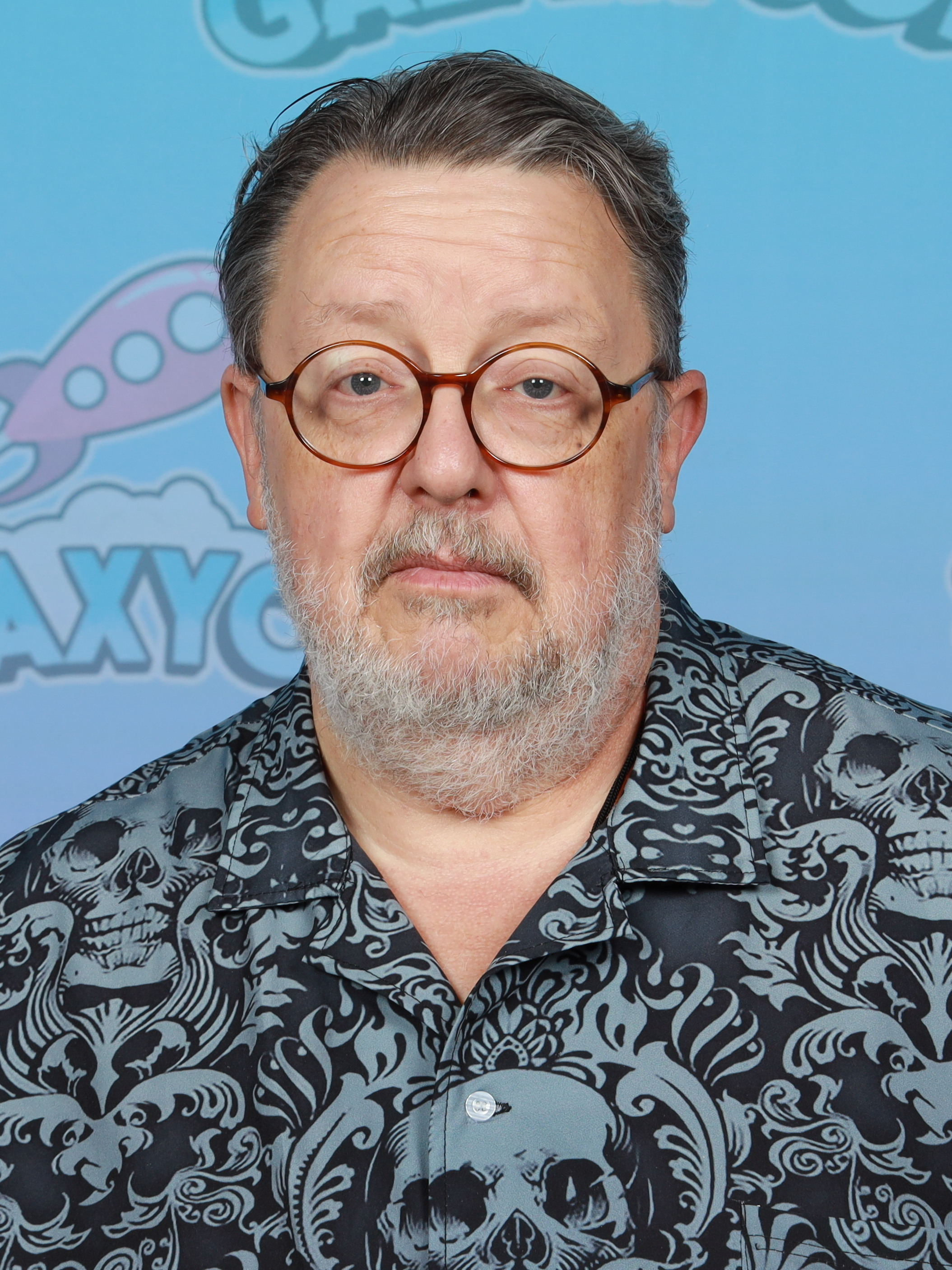
Roger Jackson (2025)

Roger L. Jackson (* 13. Juli 1958 in Atlanta, Georgia) ist ein US-amerikanischer Synchronsprecher.

## Leben
Roger Jackson ist seit 1990 als Synchronsprecher aktiv, dabei zunächst für Computerspiele. Ab 1996 wurde er als Stimme des „Ghostface“ in der Scream-Filmreihe bekannt, die nur durch das Telefon zu hören ist. Ab 1998 sprach er „Mojo Jojo“ und „Butch“ in der Zeichentrickserie Powerpuff Girls.
Als Synchronsprecher wirkt Jackson weiterhin vor allem an Computerspielen mit, darunter Die Sims 2, Mass Effect oder diverse Star-Wars-Spiele.

## Synchronrollen (Auswahl)
Film
- 1996: Scream – Schrei! (Scream)
- 1997: Scream 2
- 1998–2004: Powerpuff Girls (Fernsehserie, 44 Episoden)
- 2000: Scream 3
- 2000: Titan A.E.
- 2011: Scream 4
- 2016–2019: Powerpuff Girls (Fernsehserie, 38 Episoden)
- 2019: Scream (Fernsehserie, fünf Episoden)
- 2022: Scream
- 2023: Scream VI

Videospiele
- 2003: Zone of the Enders: The 2nd Runner
- 2004: Die Sims 2
- 2007: Mass Effect
- 2008: Command & Conquer 3: Kane’s Wrath
- 2009: The Secret of Monkey Island – Special Edition
- 2010: Monkey Island 2: LeChuck’s Revenge – Special Edition
- 2010: Mass Effect 2
- 2011: Alice: Madness Returns
- 2012: Mass Effect 3
- 2012: Dishonored: Die Maske des Zorns
- 2014: Among the Sleep
- 2014: Mittelerde: Mordors Schatten
- 2015: Fallout 4
- 2015: Lego Dimensions
- 2016: Dishonored 2: Das Vermächtnis der Maske
- 2018: Red Dead Redemption 2
- 2024: Alone in the Dark